# The Sound of White (canção)
The Sound of White é uma canção da cantora de pop australiana Missy Higgins, de autoria própria. Lançada em 15 de agosto de 2005 pela Eleven, foi o quarto e último single do álbum de estreia da cantora, homônimo à canção. O single alcançou, em 28 de agosto de 2005, sua estréia na parada, a vigésima-segunda colocação do ARIA Charts, parada de venda de discos da Australian Recording Industry Association. Também fazem parte do CD Single de "The Sound of White" as músicas "Unbroken" e Hold Me Tight".